# Portel, Brasilien
Portel är en ort i Brasilien.   Den ligger i kommunen Portel och delstaten Pará, i den nordöstra delen av landet, 1 600 km norr om huvudstaden Brasília. Portel ligger 12 meter över havet och antalet invånare är 21 315.
Terrängen runt Portel är mycket platt. Havet är nära Portel norrut.
Trakten runt Portel är nära nog obefolkad, med mindre än två invånare per kvadratkilometer.